# Marco Di Bello
Marco Di Bello (12 juli 1981) is een Italiaans voetbalscheidsrechter. Hij werd vanaf 2018 opgenomen door FIFA en UEFA en fluit sindsdien internationale wedstrijden. Hij is ook actief in de UEFA Youth League.
Op 19 juli 2018 maakte Di Bello zijn debuut in Europees verband tijdens een wedstrijd tussen Beitar Jeruzalem en Tsjichoera Satsjchere in de voorrondes van de UEFA Europa League. De wedstrijd eindigde op 1–2.
Zijn eerste interland floot hij op 11 juni 2019 toen Rusland 1–0 won tegen Cyprus.

## Interlands
| Datum        | Plaats                   | Wedstrijd        | Uitslag | Competitie           | Kreeg geel | Kreeg voor de tweede keer geel en dus rood | Weggestuurd |
| ------------ | ------------------------ | ---------------- | ------- | -------------------- | ---------- | ------------------------------------------ | ----------- |
| 11 juni 2019 | Nizjni Novgorod, Rusland | Rusland – Cyprus | 1 – 0   | Kwalificatie EK 2020 | 4          | 0                                          | 0           |

Laatste aanpassing op 13 juni 2019